# Светослав Минков
Вижте пояснителната страница за други личности с името Минков.
Светослав Константинов Минков е български писател и преводач. Наричан е Баща на българската фантастика.
Завършил е финансово дело. Журналист с дългогодишна практика, работи и като коректор, редактор, главен редактор, библиотекар, книговодител, както и в българската легация в Токио. Плодовит писател в редица жанрове, автор на романи, пътеписи, очерци, фейлетони, разкази, приказки, стихове, статии, както и на литературни изследвания.
Сред многобройните му заглавия са сборниците „Синята хризантема“ (първата родна фантастична книга), „Игра на сенките“, „Къщата при последния фенер“, „Автомати“, „Дамата с рентгеновите очи“, романът „Сърцето в картонената кутия“ (в съавторство с Константин Константинов). Член е на литературния кръг „Стрелец“ в периода 1925 – 1927 г.
Превежда Андерсеновите приказки, романите на Густав Майринк „Голем“ (1926) и „Белият доминиканец“ (1930), „Хиляда и една нощ“ (1957), „Приказки на Шехеразада“ (1959, 1961, 1963, 1972, 1976) и др.
Член на Съюза на българските писатели. Член на Българската комунистическа партия от 1944 г., наказан с „порицание“ при чистка през 1949 г.
Носител е на международната награда за мир „Нексьо“. Удостоен е със званието Заслужил деятел на културата (1963).

## Биография
Светослав Минков е роден през 1902 г. в Радомир в семейството на подполковник Константин Минков (1863, Лозенград – 1918) и съпругата му Иванка Бенчева (29.9.1868 – 5.4.1953). Той е последното, 4-то дете на своите родители.
Първородният им син е брат му Асен Минков (1887 – 1913), завършил кавалерийската школа във Виена, поручик, загинал в Междусъюзническата война при Босилеград.
Следва сестра му Теодора (Дора) Минкова, (1889 – ?), завършила гимназия в София и следвала в Търговската академия във Виена, но незавършила заради войните. По-късно се омъжва за писателя Ст. Л. Костов.
След тях е Иван Минков (1893 – 1925), член на военната организация на БКП и участник в подготовката за атентата в църквата „Света Неделя“. Самоубива се при преследване от полицията.
Основно и прогимназиално образование получава в родния си град. Завършва средното си образование във Втора мъжка гимназия в София (1921) с кратко прекъсване, когато е изпратен да учи във военното училище във Вайскирхен (Австрия). Не е призован за военна служба и не участва във войните, защото е „освободен по §1, буква от Р. Б.“ В гимназията негов учител е Божан Ангелов, който забелязва интереса му към литературата, неговия талант и усърдието му и го насърчава със съвети. За интереса на ученика към руската класика свидетелствува Сава Чукалов, който му преподава руски език.
Още като ученик Минков пише стихове, разкази и фейлетони. Сестра му, Теодора (Дора) Минкова, по мъж Ст. Л. Костова, го свързва с изтъкнати писателски среди. Следва славянска филология в Софийския университет. През 1922 г. Св. Минков и Владимир Полянов основават „Аргус“ – първото в света издателство за фантастична литература.
Заминава за Мюнхен, където учи в Търговско-стопанската академия (август 1922 – септември 1923). запознава се в Германия с най-новото в немската и световната литература и живопис, изучава естетиката на модернистично диаболистично литературно направление. След завръщането си продължава образованието си в Свободния университет за политически и стопански науки (днес УНСС), но не го завършва. Издава първите си книги, свързани с естетиката на диаболизма.
Работи като библиотекар (1924 – 1925) в Народната библиотека. Въведен от брат си Иван Минков (офицер, майор и деец на БКП) в тогавашното антифашистко движение, изпълнява куриерски задачи и други партийни поръчения. През април 1925 г. във връзка с Априлските събития е арестуван заедно с други писатели и е задържан 2 месеца в Дирекцията на полицията. По-късно (1926 – 1942) работи като книговодител, началник на бюро, библиотекар и др. в банките Българска централна кооперативна банка и Българска земеделска и кооперативна банка. Същевременно работи и като редактор в разни издания и издателства. Посещава Бразилия и Аржентина като делегат на Международния конгрес на ПЕН клубовете от август до октомври 1936 г.
През 1941 г. е свидетел в първото дело срещу Никола Вапцаров, посочен от самия обвиняем, вероятно заради познанството на Минков с Бойка Вапцарова, също работила в БЗКБ като служителка, а той като помощник-библиотекар. Главен библиотекар в банката тогава е известният български библиограф Тодор Боров. Минков забавя заминаването си за Япония, за да свидетелства в полза на Вапцаров, като се изказва по художествените достойнства на неговата поезия.
Участва в основаването на Българо-японското дружество за приятелство, а по-късно е служител в българската легация в Токио (май 1942 – ноември 1943) като драгоман (преводач). Освободен е от Министерството на външните работи и изповеданията на 21 март 1944 г.
Посещава Нацистка Германия в състава на писателска делегация по линия на Немския културен институт в България по покана на министъра на пропагандата Йозеф Гьобелс.
Деветосептемврийският преврат от 1944 г. заварва писателя „безработен“. Постъпва веднага в редовете на БРП (к) – комунистическата партия. Работи като коректор във в. „Работническо дело“ (септември 1944 – декември 1945), редактор във в. „Отечествен фронт“ (1946), в сп. „Български воин“ (1952 – 1954), в Българска кинематография, главен редактор (1954 – 1956) и редактор (1956 – 1962) на издателство „Български писател“.
Писателят има страст и възможност да пътува в редица страни на Европа, Азия, Африка и Латинска Америка.
Сътрудничи с разкази, стихове, фейлетони, приказки, пътеписи, статии, реплики и епиграми на редица периодични издания: Българан, Литературен глас, Литературни новини, Мисъл, Развигор, Съвременник, Кормило, ЛИК, Стрелец (Изток), Вестник на жената, сп. Хиперион, сп. Българска мисъл, сп. Златорог и др., а след 9 септември 1944 г. – на в. Работническо дело, в. Литературен фронт, в. Стършел, сп. Септември, сп. Пламък и др.

## Творчество
Учил различни специалности, с разнородни интереси, добил разностранна култура, Минков е сред най-ерудираните български писатели. Неговото творчество не е особено богато като обем, но е богато на идеи.
Първата си белетристична творба, фейлетона „Биномът на Нютон“, Светослав Минков публикува в списание Българан през 1920 г. Следи списание „Везни“ на Гео Милев, с когото се свързва лично. От Мюнхен донася на главния редактор „хулиганските елегии“ на Николай Марангозов. Чете и се сближава с Христо Смирненски и заедно издават „Календар Българан“ за 1922 г.
Ранното му творчество се характеризира с подчертан интерес към страшното, демоничното, призрачното. В неговите разкази смъртта е вездесъща сила, а животът е само „игра на сенките“, както е и заглавието на един от неговите сборници. Героите на тези творби са обитатели на странни хотели, домове, гробища. Чрез „страшните“ места и демоничните опасности писателят се стреми да внуши идеята за преходността на съществуването, за липсата на истински смислени основания в делника. Героите са движени от неосъзнаваните импулси на психиката, техният душевен живот е подвластен на странни желания и видения. До голяма степен те са рожби на предварително изградена авторска теза. Неслучайно интересът към тези герои и сюжети, почерпени главно от чужди автори, бързо секва.
Към края на 1920-те години Минков се преориентира към по-друг вид разкази. Изоставя своите ранни „страшни“ творби, започва да иронизира демоничните герои и сюжети. Показателен за това е разказът „Къщата при последния фенер“, където е развенчан митът за призраците. Погледът на учения е прогонил и последния призрак от този свят.
В сборниците си от този най-продуктивен творчески период писателят се утвърждава като изобразител на един механизиран, лишен от духовност живот. Като символ на този живот Минков най-често използва Америка и американската действителност. Човекът тук е станал послушно оръдие на силите на техниката и научните открития, той не притежава собствената духовна същност. Тази авторова позиция обяснява защо един от сборниците се нарича „Автомати“.
В друга част от разказите си от 1930-те години Минков изследва човешкото всекидневие. Той се интересува от скуката в по-широк план – като невъзможност да се изживее смислено животът. Там следва голямата традиция на европейската литература – темата за така наречения малък човек. Това е обикновеният, неизвестен човек, който е изцяло зависим от прищевките на действителността. Лишен от каквато и да е творческа енергия, той доживява дните си в безсмислени занимания в безсмисления делник.
Със своите творби Минков се утвърждава сред първите значими представители на фантастичното в българската литература.

## Памет
На Светослав Минков е наречена улица в квартал „Кръстова вада“ в София (Карта). През 1983 г. неговото име получава днешната Регионална библиотека „Светослав Минков“ в Перник.

## Произведения
- „Синята хризантема“ (разкази, 1922)
- „Часовник“ (гротески, 1924)
- „Огнената птица“ (4 разказа, 1927)
- „Игра на сенките“ (1928)
- „Къщата при последния фенер“ (1931)
- „Автомати“ (невероятни разкази, 1932; 1935; 1947)
- „Сърцето в картонената кутия. Роман-гротеска в седем невероятни приключения“ (в съавт. с Константин Константинов) (1933; 1939; 1986)
- „Дамата с рентгеновите очи“ (разкази, 1934; 1945; 1946; 1982)
- „Чудната касичка“ (по Андерсен; 1934; 1940)
- „Захарното момиче“ (приказки, 1935)
- „Мадрид гори. История в телеграми за съпротивата на един град“ (1936; 1945)
- „Маскираната лисица“ (приказка, 1936, 1957; 1962; 1968; 1984; 1991)
- „Разкази в таралежова кожа“ (1936, 1947)
- „Гост“ (разказ, 1938)
- „Другата Америка. Едно пътуване отвъд екватора“ (1938; 1943; 1946)
- „Желязната къщичка“ (1941)
- „Японската литература. Начало, развитие, представители“ (1941)
- „Маймунска младост“ (разкази, 1942)
- „Лъв и жаба“ (1943)
- „Лунатин“ (хумористични разкази, 1945)
- „Избрани произведения“ (1947)
- „Колет от Америка“ (разкази и фейлетони, 1950)
- „Империя на глада“ (1952; 1956)
- „Месечно“ (1954)
- „Отвъд океана“ (разкази и очерци, 1954)
- „Избрани произведения“ (1955)
- „Цар Безсънко“ (приказки, 1956; 1972; 1973)
- „Призракът от Кандари“ (разкази, 1959)
- „Бракоразводно сражение“ (разкази, 1960)
- „Избрани произведения в 2 т.“ (1962)
- „Патент САС“ (4 разказа, 1963)
- „Как гарджето стана певец“ (приказка, 1965)
- „Снежният човек и врабчето“ (1965)
- „Паноптикум „Лайхенвалд“ (разкази, 1966)
- „Избрани разкази“ (1967)
- „Джуджето Тинтирин“ (приказка, 1968)
- „Приказки“ (1971; 1977)
- „Алхимия на любовта“ (избрани разкази, 1972)
- „Съчинения в 2 т.“ (1972)
- „Разкази, пътеписи“ (1976)